# Mallocybe
Mallocybe is een geslacht van schimmels behorend tot de familie Inocybaceae.

## Kenmerken
Het heeft de volgende kenmerken:
- Cheilocystidia zijn dunwandig, zonder kristallen en zonder amorfe kap, meestal gesepteerd, met dikke eindcel
- Geen pleurocystidia
- Basidia met meer of minder bruin pigment
- Lamellen breed aangehecht of iets aflopend, jong vruchtlichamen geel, oker, olijf, geelbruin of olijfbruin
- Steel relatief kort, vaak minder lang dan hoedbreedte
- Hoed is glad, viltig, wollig, fijn schubbig, niet gebarsten. Het verkleurt bruin met ammoniak of KOH
- Geur nooit spermatisch
- Sporen zijn glad, met afgeronde apex. Vorm is eivormig, boonvormig of langwerpig ellipsvormig

## Soorten
Volgens Index Fungorum telt het geslacht 57 soorten (peildatum augustus 2023):
| Soortnaam                                     | Auteur(s)                                                                | Publicatiejaar |
| --------------------------------------------- | ------------------------------------------------------------------------ | -------------- |
| Mallocybe abruptibulbosa                      | (E. Ludw.) Matheny & Esteve-Rav.                                         | 2019           |
| Mallocybe acystidiata                         | (E. Ludw.) Matheny & Esteve-Rav.                                         | 2019           |
| Mallocybe africana                            | Aïgnon, Yorou & Ryberg                                                   | 2021           |
| Mallocybe agardhii (Geringde viltkop)         | (N. Lund) Matheny & Esteve-Rav.                                          | 2019           |
| Mallocybe althoffiae                          | (E. Horak) Matheny & Esteve-Rav.                                         | 2019           |
| Mallocybe arenaria                            | (Bon) Matheny & Esteve-Rav.                                              | 2019           |
| Mallocybe arthrocystis (Bedrieglijke viltkop) | (Kühner) Matheny & Esteve-Rav.                                           | 2019           |
| Mallocybe attenuatipes                        | (E. Ludw.) Matheny & Esteve-Rav.                                         | 2019           |
| Mallocybe coloradoensis                       | (Tracy & Earle) Matheny & Esteve-Rav.                                    | 2019           |
| Mallocybe cotoneovelata                       | (E. Ludw.) Matheny & Esteve-Rav.                                         | 2019           |
| Mallocybe crassivelata                        | Ferisin, Bizio, Esteve-Rav., Vizzini & Dovana                            | 2020           |
| Mallocybe delecta                             | (P. Karst.) Matheny & Esteve-Rav.                                        | 2019           |
| Mallocybe errata                              | (E. Horak, Matheny & Desjardin) Haelew.                                  | 2020           |
| Mallocybe fibrillosa                          | (Peck) Matheny & Esteve-Rav.                                             | 2019           |
| Mallocybe fulviceps                           | (Murrill) Matheny & Esteve-Rav.                                          | 2019           |
| Mallocybe fulvipes                            | (Kühner) Matheny & Esteve-Rav.                                           | 2019           |
| Mallocybe fulvoumbonata                       | (Murrill) Matheny & Esteve-Rav.                                          | 2019           |
| Mallocybe fuscomarginata (Bruinsnedeviltkop)  | (Kühner) Matheny & Esteve-Rav.                                           | 2019           |
| Mallocybe granulosa                           | (Jacobsson & E. Larss.) Matheny & Esteve-Rav.                            | 2019           |
| Mallocybe gymnocarpa                          | (Kühner) Matheny & Esteve-Rav.                                           | 2019           |
| Mallocybe hebelomoides                        | Matheny & Esteve-Rav.                                                    | 2019           |
| Mallocybe heimii (Duinviltkop)                | (Bon) Matheny & Esteve-Rav.                                              | 2019           |
| Mallocybe homomorpha                          | (Kühner) Matheny & Esteve-Rav.                                           | 2019           |
| Mallocybe isabellina                          | (Matheny & Bougher) Matheny & Esteve-Rav.                                | 2019           |
| Mallocybe lagenicystidiata                    | (E. Ludw.) Matheny & Esteve-Rav.                                         | 2019           |
| Mallocybe latifolia                           | (E. Ludw.) Matheny & Esteve-Rav.                                         | 2019           |
| Mallocybe latispora                           | (Bon) Matheny & Esteve-Rav.                                              | 2019           |
| Mallocybe leucoblema (Bleekhoedviltkop)       | (Kühner) Matheny & Esteve-Rav.                                           | 2019           |
| Mallocybe leucoloma                           | (Kühner) Matheny & Esteve-Rav.                                           | 2019           |
| Mallocybe malenconii                          | (R. Heim) Matheny & Esteve-Rav.                                          | 2019           |
| Mallocybe megalospora                         | (Stangl & Bresinsky) Matheny & Esteve-Rav.                               | 2019           |
| Mallocybe multispora                          | (Murrill) Matheny & Esteve-Rav.                                          | 2019           |
| Mallocybe myriadophylla                       | (Vauras & E. Larss.) Matheny & Esteve-Rav.                               | 2019           |
| Mallocybe pallidotomentosa                    | (E. Ludw.) Matheny & Esteve-Rav.                                         | 2019           |
| Mallocybe paludosa                            | (Kühner) Matheny & Esteve-Rav.                                           | 2019           |
| Mallocybe pelargoniodora                      | (Kühner) Matheny & Esteve-Rav.                                           | 2019           |
| Mallocybe perbrevis (Smalplaatviltkop)        | (Weinm.) Matheny & Esteve-Rav.                                           | 2019           |
| Mallocybe peronata                            | (J. Favre) Matheny & Esteve-Rav.                                         | 2019           |
| Mallocybe pseudodulcamara                     | (E. Ludw.) Matheny & Esteve-Rav.                                         | 2019           |
| Mallocybe pygmaea                             | (J. Favre) Matheny & Esteve-Rav.                                         | 2019           |
| Mallocybe pyrrhopoda                          | (Matheny & Bougher) Matheny & Esteve-Rav.                                | 2019           |
| Mallocybe sabulosa                            | (Matheny & Bougher) Matheny & Esteve-Rav.                                | 2019           |
| Mallocybe siciliana                           | (Brugal., Consiglio & M. Marchetti) Brugaletta, Consiglio & M. Marchetti | 2020           |
| Mallocybe solidipes                           | (Kühner) Matheny & Esteve-Rav.                                           | 2019           |
| Mallocybe squamosoannulata                    | (J. Favre) Matheny & Esteve-Rav.                                         | 2019           |
| Mallocybe squarrosoannulata                   | (Kühner) Matheny & Esteve-Rav.                                           | 2019           |
| Mallocybe subannulata                         | (Kühner) Matheny & Esteve-Rav.                                           | 2019           |
| Mallocybe subdecurrens                        | (Ellis & Everh.) Matheny & Esteve-Rav.                                   | 2019           |
| Mallocybe subflavospora                       | (Matheny & Bougher) Matheny & Esteve-Rav.                                | 2019           |
| Mallocybe substraminipes                      | (Kühner) Matheny & Esteve-Rav.                                           | 2019           |
| Mallocybe subtilior                           | (Matheny & Bougher) Matheny & Esteve-Rav.                                | 2019           |
| Mallocybe terrigena (Schubbige viltkop)       | (Fr.) Matheny, Vizzini & Esteve-Rav.                                     | 2019           |
| Mallocybe tomentosula                         | Matheny & Esteve-Rav.                                                    | 2019           |
| Mallocybe umbrinofusca                        | (Kühner) Matheny & Esteve-Rav.                                           | 2019           |
| Mallocybe unicolor                            | (Peck) Matheny & Esteve-Rav.                                             | 2019           |
| Mallocybe velicoronata                        | (E. Ludw. & M. Huth) Matheny & Esteve-Rav.                               | 2019           |
| Mallocybe velutina                            | Saba & Khalid                                                            | 2020           |